# Ishmael ben Fabus
Ishmael ben Fabus, cunoscut și sub numele Ishmael ben Phiabi, a fost Marele Preot al Israelului în secolul I AD.
A îndeplinit demnitatea de Mare Preot al Israelului în două rânduri, mai precis în perioadele 15-16 și 58-62. El a fost numit ca Mare Preot de către guvernatorul roman Valerius Gratus pentru a-l înlocui pe biblicul Ana, iar mai târziu de către Irod Agrippa al II-lea.
Se pare că a fost un Mare Preot foarte nepopular. S-a spus despre el că a fost „cel mai frumos om al timpului său, a cărui iubire efeminată pentru lux a fost scandalul vremii”.
Cu toate că mandatul său ca Mare Preot (Kohen Gadol) coincide cu viața lui Isus Cristos, el nu apare în Noul Testament. În ciuda faptului că este absent din Biblie, cu toate acestea, el este menționat în romanul Ben-Hur și în scrierile lui Iosephus Flavius.
Mandatul său de Mare Preot a avut loc într-o perioadă tulbure a politicii evreiești, funcția sa fiind disputată de familia Boethus sprijinită de Irod cel Mare, familia Anna sprijinită de guvernatorul Quirinius și familia Fabus.

## Familie
El a fost un descendent al prințului iudeu Ioan Hyrcanus Macabeul și s-ar putea să fie fost înrudit cu biblica Elisabeta. Se presupune că nepotul său ar fi rabinul Ishmael al înțelepților și este posibil să fi avut o legătură de rudenie cu fostul Mare Preot Iosua,fiul lui Faubus.